# 来留間慎一
来留間 慎一（くるま しんいち、1962年3月9日 - ）は、日本の漫画家。鹿児島県出身。別名秋恭摩（あき きょうま / じゅうきょう ま）または秋恭魔。
ペンネームの由来は石川賢の漫画作品『魔獣戦線』の主人公から。同人作家としても活動している。

## 人物概要
神、悪魔、魔術、科学技術、格闘技が入り乱れる独自の世界観を持ち、描かれるキャラクターは男女問わず肉体的な存在感がある。来留間は「少年キャプテン」に連載をもっていたが、同誌に石川賢の連載が始まり、その後まもなく来留間は秋恭摩に改名した。秋恭魔名義は成人向けの際に使うと言われているが、成人向けの商業単行本は一冊しか刊行されていない。また、同人誌では秋恭摩名義も使用。

## 作品リスト
特記の無い作品は、単行本全1巻である。

### 「来留間慎一」名義
- 魔神伝 全4巻（後に全2巻で復刊）
- サイバーパンクSPECIAL
- 夜光闘姫スカーレット 全2巻
- 闇狩り師（原作：夢枕獏）
- 死霊都市

### 「秋恭摩」名義
- 魔獣結社 全6巻
- バーチャファイター影（徳間書店）
- ファンデーション 全2巻（ホビージャパン）
- 夜叉姫【魔邪討伐行】（ホビージャパン）
- TWO SCYTHE（スタジオDNA『新/都市伝説―New age horror comic』に収録）
- 超電磁遊戯（双葉社『コン・バトラーV ボルテスV ダイモスアンソロジー』に収録）

### 「秋恭魔」名義
- 18 ワン・エイト（桜桃書房）

## 参加作品
- 機甲創世記モスピーダ（アートミック所属時代の仕事。中西明名義）
- 光戦隊マスクマン（いちごはうすのメンバーとして参加[1]。秋恭摩名義）
- 超獣戦隊ライブマン（同上）
- Gの影忍（MS忍者の一部をデザイン）
- 超神姫ダンガイザー3（ソウルギアデザイン）
- 神魂合体ゴーダンナー!!（擬態獣デザイン）
- ペルソナ4（クリーチャーデザイン）
- 真・女神転生IV（新規悪魔デザイン[4]。秋恭摩名義）
- 「PERSONA3 THE MOVIE」 #1 Spring of Birth（ペルソナデザイン）

## オリジナルの外字
作品リストにある『魔神伝』の「神」は正式には"神"を上に"人"を下にして一文字に合体させた外字で表記する。この"神＋人"は来留間慎一作品以外でも使用されている。
萩原一至の漫画『BASTARD!! -暗黒の破壊神-』に登場するニンジャマスター・ガラの必殺技・魔"神＋人"剣や、ゲーム『CAPCOM VS. SNK 2 MILLIONAIRE FIGHTING 2001』に登場する"神＋人"豪鬼が例として挙げられる。ゲーム『サモンナイト』でも登場人物の一人が魔"神＋人"へと変貌する。 